# Tillandsia astragaloides
Espèce
Classification phylogénétique
Tillandsia astragaloides Mez est une plante épiphyte, de la famille des Bromeliaceae, originaire du Brésil et de l'Argentine. L'épithète astragaloides signifie « ressemblant à Astragalus » et se réfère une relative ressemblance de la plante avec certains membres de ce genre.

## Protologue et type nomenclatural
- Tillandsia astragaloides Mez in Mart., Fl. Bras. 3(3): 601 (1894)

Diagnose originale
- « TILLANDSIA ASTRAGALOIDES Mez n. sp. foliis caulem elongatum ramosumque obtegentibus quaquaversis, subulatis, minute adpresseque lepidotis; inflorescentia scapo brevi stipitata foliaque subaequante vel minute superante, perpauciflora, simplicissima quaquaverse spicata; bracteis amplis, late lanceolatis acutis, glabris, sepala longe superantibus; sepalis antico ad 1,5 mm. cum reliquis, posticis apicem usque in foliolum unicum connatis, glabris. »

Type
- leg. Niederlein, n° 1211 ; « In Brasiliae Argentinaeque limitibus in territorio Misiones ad San Pedro » ; Herb. Hyeronymi.

## Comportement en culture
Tillandsia astragaloides est une plante mal connue qui ne semble pas avoir été introduite en culture.